# Henry Sweet
Henry Sweet (15 de septiembre de 1845 – 30 de abril de 1912) fue un filólogo, fonetista y gramático inglés.
Como filólogo, se especializó en los idiomas germánicos, particularmente en el Inglés antiguo y el Nórdico Antiguo. Además, Sweet publicó trabajos sobre cuestiones generales de la fonética y la gramática en el lenguaje y en la enseñanza de idiomas. Muchas de sus ideas continúan vigentes, y muchos de sus trabajos siguen editándose para su uso en las universidades como libro de texto.

## Vida y obra
Henry Sweet nació en St Pancras, en Londres. Estudió en el Bruce Castle School y el King's College de Londres. Durante 1864, estudió brevemente en la Universidad de Heidelberg. Al volver a Inglaterra, tomó un trabajo de oficina en una empresa de Londres. Cinco años después, con veinticuatro años, obtuvo una beca para estudiar alemán e ingresó al Balliol College en Oxford.
Sweet comenzó a perseguir diversos intereses más allá de sus estudios académicos, lo que lo llevó a descuidarlos. Su primer reconocimiento llegó en su primer año en Oxford, cuando la prestigiosa Philological Society (de la cual sería Presidente un tiempo después) publicó uno de sus trabajos sobre Inglés Antiguo. En 1871, cuando todavía era estudiante de grado, editó la traducción del Rey Alfredo del Cura Pastorialis para la Early English Text Society (el nombre completo en inglés es King Alfred's West-Saxon Version of Gregory's Pastoral Care: With an English Translation, the Latin Text, Notes, and an Introduction). Su comentario al principio del trabajo constituye la base de la dialectología del Inglés Antiguo. Al momento de obtener su título tenía ya casi treinta años. Algunos de sus trabajos posteriores sobre el Inglés Antiguo incluyen An Anglo-Saxon Reader (1876), The Oldest English Texts (1885) y A Student's Dictionary of Anglo-Saxon (1896).